# Antropogonia

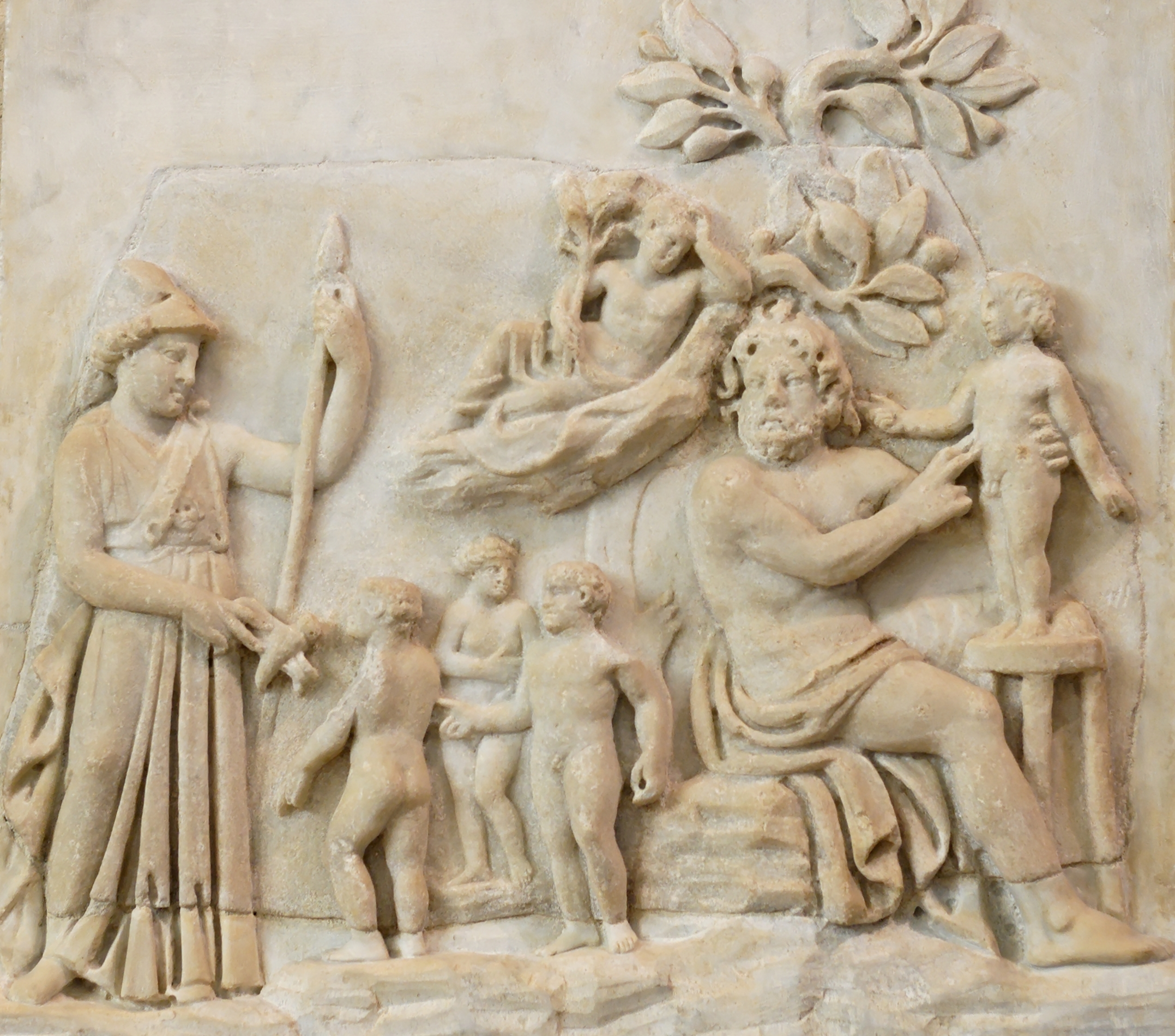
Creazione di Prometeo (Louvre)

L'antropogonia è il mito della creazione dell'uomo e dell'intera razza umana in molte mitologie e religioni.

## Mitologia greca
Secondo alcuni racconti, come ne Lo scoliaste (187) della Teogonia esiodea dove si sostiene che dalle ninfe viene la prima generazione degli uomini, le prime compagne degli uomini furono le ninfe Melie, le Ninfe dei frassini. Esse erano nate dal sangue del membro di Urano caduto sulla Terra. In seguito si ritenne che gli uomini fossero frutti caduti dai frassini.
Ippolito di Roma riteneva che gli uomini fossero emersi direttamente dalla Terra, magari nell'aspetto di formiche.
Negli scoli all'Iliade si riteneva che il primo essere umano, di nome Alalcomeneo, fosse nato nei pressi del lago di Copaide (Beozia) avendo come compagna Niobe.
Nell'Argolide era Foroneo il primo uomo, figlio del dio Inaco e di Melia e avente come compagna sempre Niobe, la madre dolorante del genere umano.
Nei racconti antropogonici è spesso presente anche il Diluvio universale. Zeus per eliminare la tracotante stirpe di "bronzo" che si rifiutava di eseguire i sacrifici agli dèi, decise di provocare il "diluvio"; Deucalione, figlio di Prometeo, avvertito dal padre, costruì un'arca e vi si rifugiò con la moglie Pirra, a sua volta figlia del fratello Epimeteo e di Pandora e, navigando per nove giorni, approdò sulla cima del Parnaso dove eseguì un sacrificio per il re degli dèi. Soddisfatto del comportamento di Deucalione, Zeus gli inviò Ermes affinché esaudisse un suo desiderio. Deucalione chiese la generazione degli uomini, allora Zeus lo invitò a scagliare delle pietre dietro la sua testa: gli uomini ebbero origine dalle pietre lanciate da Deucalione e le donne da quelle lanciate da Pirra.

## Mitologia indiana
Manu è il primo uomo nella mitologia indiana. Viene salvato dal pesce mitico Matsya, avatar di Visnù, dal Diluvio universale. Unico umano ad essere sopravvissuto, è da lui e da sua figlia che discendono tutti gli uomini.